# Satoshi Kojima
 (novembre 2013).
Si vous disposez d'ouvrages ou d'articles de référence ou si vous connaissez des sites web de qualité traitant du thème abordé ici, merci de compléter l'article en donnant les références utiles à sa vérifiabilité et en les liant à la section « Notes et références ».
 (juin 2022).
Satoshi Kojima (小島聡, Kojima Satoshi) est un catcheur (lutteur professionnel) japonais né le 14 septembre 1970 à Kōtō. Il travaille à la New Japan Pro Wrestling.
Il commence sa carrière à la New Japan Pro Wrestling (NJPW) en 1991 et remporte à trois reprises le championnat par équipes International Wrestling Grand Prix (IWGP) d'abord avec Manabu Nakanishi puis à deux reprises avec Hiroyoshi Tenzan.
Il part ensuite à la All Japan Pro Wrestling en 2002 quand Keiji Mutō quitte la NJPW pour devenir le président de cette fédération.

## Carrière de catcheur

### New Japan Pro Wrestling (1991–2002)
Kojima entre au dojo de la New Japan Pro Wrestling (NJPW) en février 1991 et s’entraîne auprès d'Animal Hamaguchi et Stan Hansen. Il perd son premier combat le 16 juillet face à Hiroyoshi Yamamoto,.
La NJPW commence à le mettre en valeur en lui faisant gagner la Young Lion Cup en mars 1994 en terminant premier de la phase de groupe avant de vaincre Manabu Nakanishi en finale,. Il part en Allemagne et en Autriche en 1995 où il lutte à la Catch Wrestling Association sous le nom de Joe-Joe Lee. Il y travaille beaucoup sa condition physique.
À son retour au Japon le 4 janvier 1996 au cours de Wrestling World in Tokyo Dome, il perd face à Hiroyoshi Tenzan. Il fait fréquemment équipe avec Osamu Nishimura, Shinya Hashimoto et Keiji Mutō.

### All Japan Pro Wrestling (2002–2010)
En janvier 2002, Kojima quitte à New Japan Pro Wrestling et part à la All Japan Pro Wrestling avec son mentor, Keiji Mutō. Le 30 août 2002, il perd contre Bill Goldberg. En février 2005, il gagne le AJPW Triple Crown Championship grâce à sa victoire sur Toshiaki Kawada. 4 jours après sa victoire pour le titre mondial, il remporte le IWGP World Heavyweight Championship en battant son ancien coéquipier Hiroyoshi Tenzan dans un cross-promotional double title match. Le 14 mai 2005, Tenzan reprend sa revanche sur Kojima pour le IWGP Heavyweight Championship mais pas le Triple Crown.
Le 3 juillet 2006, Kojima perd son Triple Crown en se faisant battre par Taiyō Kea. Trois jours après, il révèle, qu'il retourne à New Japan Pro Wrestling pour participer au tournoi G-1 Climax 2006 où il perdra en finale contre son ancien coéquipier, Hiroyoshi Tenzan.
En octobre 2006, on annonce que l'équipe TenKoji se reformera pour un prochain tournoi, le World's Strongest Tag League tournament. Le 2 décembre 2006, le duo gagne le Real World Tag League après avoir battu Kohei Suwama et RO'Z en finale quand Kojima exécuta son lariat sur RO'Z. Le duo se battra contre Masahiro Chōno et Keiji Mutō à NJPW/AJPW Wrestle Kingdom au Tokyo Dome, mais Kojima et Tenzan perdent car Masahiro Chono obligea Tenzan à abandonner. Le 26 août 2008, lui et TARU battent Taiyō Kea et Toshiaki Kawada et remportent les AJPW World Tag Team Championship.
Le 21 mars 2010, il perd le AJPW Triple Crown Heavyweight Championship contre Ryota Hama,.

### New Japan Pro Wrestling (2010-...)
De retour à la New Japan Pro Wrestling, il remporte le G1 Climax 2010 en battant Hiroshi Tanahashi en finale. À la suite de cette victoire, il obtient une chance pour le IWGP Heavyweight Championship et le 11 octobre, il bat Togi Makabe et remporte le IWGP Heavyweight Championship pour la deuxième fois. Le 11 décembre, il conserve le titre contre Shinsuke Nakamura. Le 14 décembre, Kojima annonce la création du clan Kojima Office, avec comme premier membre Taichi. Lors de Wrestling Kingdom V, il perd son titre contre Hiroshi Tanahashi,. Le clan, maintenant appelé Kojima-gun, s'étend à Taka Michinoku et NOSAWA Rongai, puis MVP,. Lors de The New Beginning 2011, il perd contre Hiroshi Tanahashi et ne remporte pas le IWGP Heavyweight Championship. En mai, Taichi et Taka Michinoku se retournent contre Kojima et choisissent Minoru Suzuki comme nouveau chef alors que Kojima forme un nouveau partenariat avec Togi Makabe et MVP, qui a quitté le groupe après que Minoru Suzuki en ai pris le contrôle,,. Lors de Dominion 6.18, lui et Togi Makabe perdent contre Minoru Suzuki et Lance Archer,. Le 18 juillet, il perd contre Minoru Suzuki.
Le 19 septembre, il est annoncé la signature d'un contrat de Kojima avec la New Japan, faisant de lui un membre officiel du roster. Il fait son retour le 10 octobre à Destruction où il défie Hiroyoshi Tenzan. Lors de Destruction, il bat Hiroyoshi Tenzan. Lors du G1 Tag League 2011, Kojima s'associe à Togi Makabe sous le pseudonyme de Beast Combination. Ils n'atteignent pas les phases finales à la suite de leur défaite contre Billion Powers (Hirooki Goto et Hiroshi Tanahashi).
TenKoji fait son retour le 4 décembre en battant Hideo Saito et Takashi Iizuka. Lors de Wrestle Kingdom VI, ils battent Bad Intentions (Giant Bernard et Karl Anderson) pour les IWGP Tag Team Championship. Lors de Wrestling Dontaku, ils perdent les titres contre Takashi Iizuka et Toru Yano. Le 22 juillet, ils récupèrent néanmoins les titres qui étaient vacants. Lors de King of Pro-Wrestling, ils perdent les titres contre Killer Elite Squad (Davey Boy Smith, Jr. et Lance Archer). En fin d'année, ils finissent demi-finale de la World Tag League, défaits par Sword & Guns (Hirooki Goto et Karl Anderson). Lors de Invasion Attack 2013, il perd contre Rob Conway et ne remporte pas le NWA World Heavyweight Championship. Le 3 mai, Ten-Koji gagnent pour la cinquième fois les IWGP Tag Team Championship dans un match à quatre voies, contre Killer Elite Squad, Takashi Iizuka et Toru Yano, Manabu Nakanishi et Strong Man. Lors de Destruction 2013, il perd contre Kazuchika Okada et ne remporte pas le IWGP Heavyweight Championship. Après le match, Kojima a été mis sur la touche avec une luxation de l'épaule et devrait manquer deux mois d'action dans le ring.
Il retourne sur le ring à Power Struggle 2013, où lui et Tenzan perdent leur titres contre Killer Elite Squad dans un match à trois voies, qui comprenait également Jax Dane et Rob Conway. En décembre, ils arrivent en finale de la World Tag League 2013, battant K.E.S en demi-finale, avant de perdre contre Bullet Club (Doc Gallows et Karl Anderson).
Lors de Wrestle Kingdom 8, il bat Rob Conway et remporte le NWA World Heavyweight Championship. Lors de The New Beginning in Hiroshima il conserve son titre contre Big Daddy Yum-Yum.Lors de The New Beginning In Osaka, lui et Hiroyoshi Tenzan battent Big Daddy Yum Yum et Michael Tarver et deviennent challenger n°1 pour les NWA World Tag Team Championship. Lors de Invasion Attack 2014, ils battent Jax Dane et Rob Conway et remportent les NWA World Tag Team Championship. Six jours plus tard, pendant le voyage de la New Japan à Taiwan, il bat Rob Conway et conserve le NWA World Heavyweight Championship. Le lendemain, lui et Hiroyoshi Tenzan battent Jax Dane et Rob Conway est conservent les NWA World Tag Team Championship. Lors de Wrestling Dontaku 2014 il conserve le NWA World Heavyweight Championship contre Wes Brisco. Lors de Back to the Yokohama Arena, Ten-Koji conservent les NWA World Tag Team Championship contre Wes Brisco et Rob Conway et Killer Elite Squad.
Le 21 mars 2015 , il perd contre Hiroyoshi Tenzan et ne remporte pas le NWA World Heavyweight Championship.
Le 19 mars 2016, il perd contre Katsuyori Shibata et ne remporte pas le NEVER Openweight Championship. Le 3 juillet, lui, Matt Sydal et Ricochet battent Bullet Club (Kenny Omega, Matt Jackson et Nick Jackson) et remportent les NEVER Openweight 6-Man Tag Team Championship. Le 14 août, il perd contre Jay Lethal et ne remporte pas le ROH World Championship. Le 25 septembre, lui, Ricochet et Sydal sont dépouillés des NEVER Openweight 6-Man Tag Team Championship en raison d'un problèmes de voyage de Sydal. Lors de Destruction in Kobe, lui, David Finlay et Ricochet battent Bullet Club (Adam Cole, Matt Jackson et Nick Jackson) et remportent les vacants NEVER Openweight 6-Man Tag Team Championship. Le 8 octobre, ils conservent leur titres contre Chaos (Will Ospreay, Baretta et Rocky Romero). Lors de Wrestle Kingdom 11, ils perdent les titres dans un Gauntlet match au profit de Los Ingobernables de Japón (Bushi, Evil et Sanada).
Le 6 mars, lui et Hiroyoshi Tenzan battent Chaos (Tomohiro Ishii et Toru Yano) et remportent les IWGP Tag Team Championship pour la sixième fois. Lors de Sakura Genesis 2017, ils perdent les titres contre War Machine (Hanson et Raymond Rowe).

### Pro Wrestling NOAH (2010-2016, 2022)
Il fait ses débuts lors de Pro Wrestling Noah10th Anniversary ~ New Navigation 2010 In Tokyo en battant Mohammed Yone. Lors de Final Burning In Budokan, Hiroshi Tanahashi, Yuji Nagata et lui battent Brave (Mohammed Yone et Takashi Sugiura) et Akitoshi Saito. Lors de Noah The Great Voyage In Ryogoku 2012 Vol. 2, il perd contre Takeshi Morishima et ne remporte pas le GHC Heavyweight Championship.
Lors de Noah Great Voyage 2014 in Yokohama, lui et Hiroyoshi Tenzan battent Choukibou-gun (Maybach Taniguchi et Takeshi Morishima) par disqualification. Il participe au Global League 2014, Terminant le tournoi avec une fiche de 4 victoires et 3 défaites. Le 5 décembre, il bat Takeshi Morishima et devient challenger pour le GHC Heavyweight Championship. Le 10 janvier 2015, il perd contre Naomichi Marufuji et ne remporte pas le GHC Heavyweight Championship.
Lors de Cyberfight Festival 2022, il bat Gō Shiozaki et remporte le GHC Heavyweight Championship, devenant le quatrième catcheur après Kensuke Sasaki, Yoshihiro Takayama et Keiji Mutō à avoir remporté les 3 Titres majeurs du japon, le GHC Heavyweight Championship de la Pro Wrestling Noah, le IWGP Heavyweight Championship de la New Japan Pro Wrestling
et le AJPW Triple Crown Heavyweight Championship de la All Japan Pro Wrestling,. Lors de Destination 2022, il perd le titre contre Kenoh.
Le 25 septembre, lui et Takashi Sugiura battent Sugiura-gun (Hideki Suzuki et Timothy Thatcher) et remportent les GHC Tag Team Championship. Le 30 octobre, ils conservent leur titres KONGOH (Katsuhiko Nakajima et Kenoh).

### Impact Wrestling (2021)
Le 27 mai 2021, il fait ses débuts à Impact en confrontant le clan Violent by Design et défi l'un de leur membre Joe Doering pour un match à Against All Odds,.
Lors de Against All Odds, il perd contre Joe Doering. Le 17 juin à Impact, il bat Rhino, ce qui lui permet d'obtenir un match de championnat pour les Impact World Tag Team Championship aux côtés de Eddie Edwards. Le 24 juin à Impact, lui et Eddie Edwards perdent contre Violent by Design (Deaner et Joe Doering) et ne remportent pas les Impact World Tag Team Championship.

## Palmarès et récompenses
- All Japan Pro Wrestling

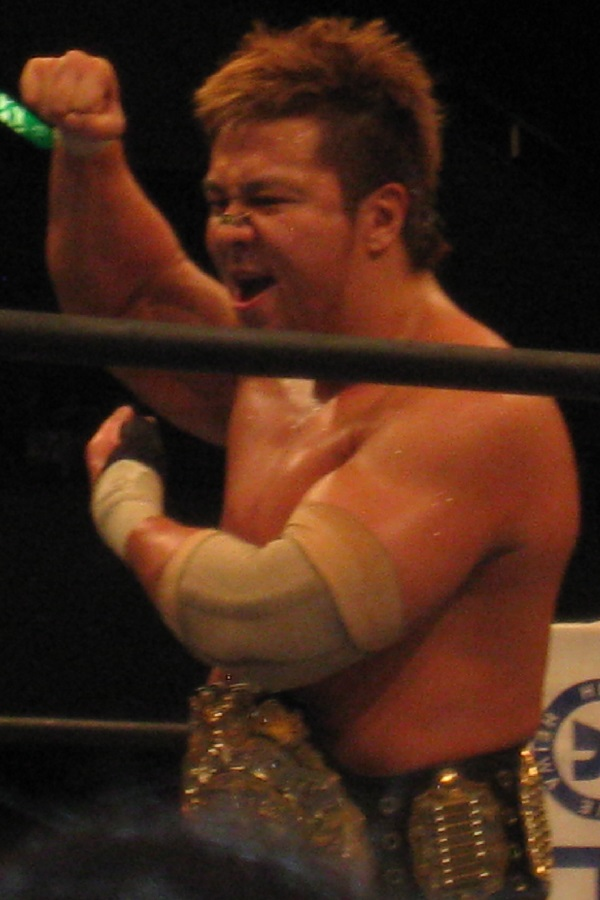
Kojima en tant que IWGP Heavyweight Champion en Décembre 2010

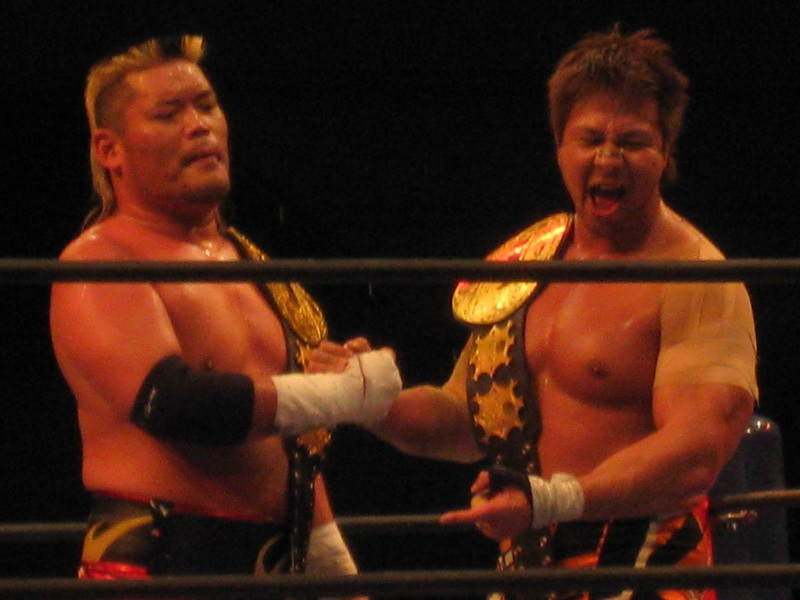
Tenzan et Kojima en tant que IWGP Tag Team Champions en Février 2012.

  - 2 fois AJPW Triple Crown Championship
  - 3 fois AJPW World Tag Team Championship avec Taiyō Kea (1), Kaz Hayashi (1), et TARU (1)
  - 1 fois AJPW All Asia Tag Team Championship avec Shiryu
  - Champion Carnival (2003)
  - World's Strongest Tag Determination League (2002) avec Taiyō Kea
  - World's Strongest Tag Determination League (2003) avec Kaz Hayashi
  - World's Strongest Tag Determination League (2006,2008) avec Hiroyoshi Tenzan
  - Fire Festival 2003
  - BAPE STA!! Tag Tournament 2003 (avec THE APEMAN)

- New Japan Pro Wrestling
  - 2 fois IWGP Heavyweight Championship
  - 7 fois IWGP Tag Team Championship avec Hiroyoshi Tenzan (6), et Manabu Nakanishi (1)
  - 2 fois NEVER Openweight 6-Man Tag Team Championship avec Matt Sydal et Ricochet (1) et David Finlay et Ricochet (1)
  - Super Grade Tag League/G1 Tag League – avec Keiji Mutoh (1998),et Hiroyoshi Tenzan (2001, 2008)
  - G1 Climax (2010)[11]
  - Young Lions Cup 1994

- Major League Wrestling
  - 1 fois MLW World Heavyweight Championship

- National Wrestling Alliance
  - 1 fois NWA World Heavyweight Championship
  - 1 fois NWA World Tag Team Championship avec Hiroyoshi Tenzan

- Pro Wrestling Noah
  - 1 fois GHC Heavyweight Championship
  - 1 fois GHC Tag Team Championship avec Takashi Sugiura

- Pro Wrestling ZERO1-MAX 
  - Fire Festival 2003

## Récompenses des magazines
- Power Slam
  - PS 50 : 2006/17.
- Pro Wrestling Illustrated

| Année | 1997 | 1998 | 1999 | 2000 | 2001 | 2002 | 2003 | 2004 | 2005 | 2006 | 2007 | 2008 | 2009 | 2010 | 2011 | 2012 | 2013 | 2014 | 2015 | 2016 | 2017 | 2018 | 2019 | 2020       | 2021 | 2022 | 2023 | 2024 |
| ----- | ---- | ---- | ---- | ---- | ---- | ---- | ---- | ---- | ---- | ---- | ---- | ---- | ---- | ---- | ---- | ---- | ---- | ---- | ---- | ---- | ---- | ---- | ---- | ---------- | ---- | ---- | ---- | ---- |
| Rang  | 111  | 130  | 144  | 110  | 85   | 31   | 74   | 109  | 3    | 14   | 64   | 93   | 211  | 70   | 41   | 73   | 109  | 52   | 98   | 211  | 213  | 299  | 314  | Non classé | 327  | 98   | 60   | 44   |

- Tokyo Sports
  - Most Valuable Player de l'année 2005

- Wrestling Observer Newsletter
  - 2001 Tag Team of the Year (avec Hiroyoshi Tenzan)